# Вежай
Вежай — река в России, протекает по Республике Коми и Архангельской области. Устье реки находится в 102 км по левому берегу реки Яренга. Длина реки составляет 95 км, площадь водосборного бассейна — 449 км².

## Притоки
Левые притоки:
- Глубокий
- Кэканшор
- Тыла-Ёль
- Керавель
- Унавож

Правые притоки:
- Вежайка

## Данные водного реестра
По данным государственного водного реестра России относится к Двинско-Печорскому бассейновому округу, водохозяйственный участок реки — Вычегда от города Сыктывкар и до устья, речной подбассейн реки — Вычегда. Речной бассейн реки — Северная Двина.
Код объекта в государственном водном реестре — 03020200212103000023306.